# Viehmarkt von Karakol

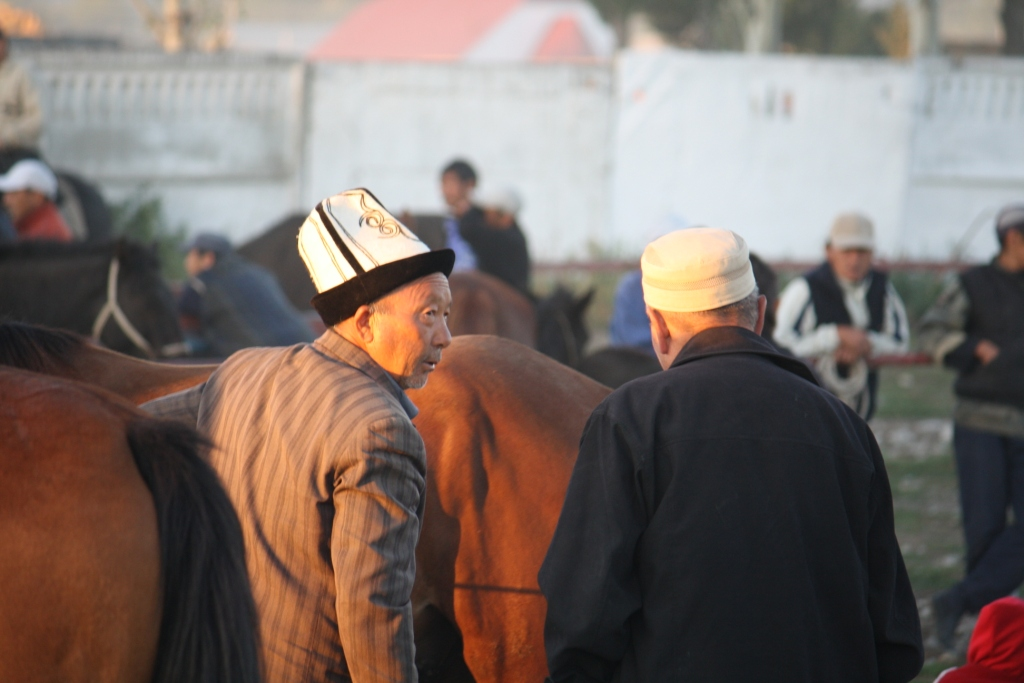
Szene auf dem Viehmarkt von Karakol

Der Viehmarkt von Karakol ist ein regelmäßig stattfindender Viehmarkt in der kirgisischen Stadt Karakol, auf dem insbesondere mit Schafen und Pferden gehandelt wird.

## Lage
Karakol hat aufgrund seiner Lage an einem der Pässe, wo die Seidenstraße über den Tianshan führt, eine lange Geschichte als Handelsplatz.
Es war Mitte des 19. Jahrhunderts neben dem usbekischen Buchara und Samarkand wichtiger Handelsplatz in Kirgisistan.
Die Stadt Karakol befindet sich im Nordosten Kirgisistans nahe dem Gebirgssee Yssyk-Köl. Der Viehmarkt der Stadt liegt nördlich des Stadtkerns auf einer großen Freifläche. Die Fernstraße A363, die rund um den Yssyk-Köl verläuft, begrenzt das Marktgelände nach Osten. In unmittelbarer Nähe des Viehmarkts wird parallel zu diesem ein Automarkt abgehalten. Von dem Gelände des Viehmarkts hat man einen schönen Blick auf die schneebedeckten Gipfel des Tian Shan in der Umgebung.

## Ablauf

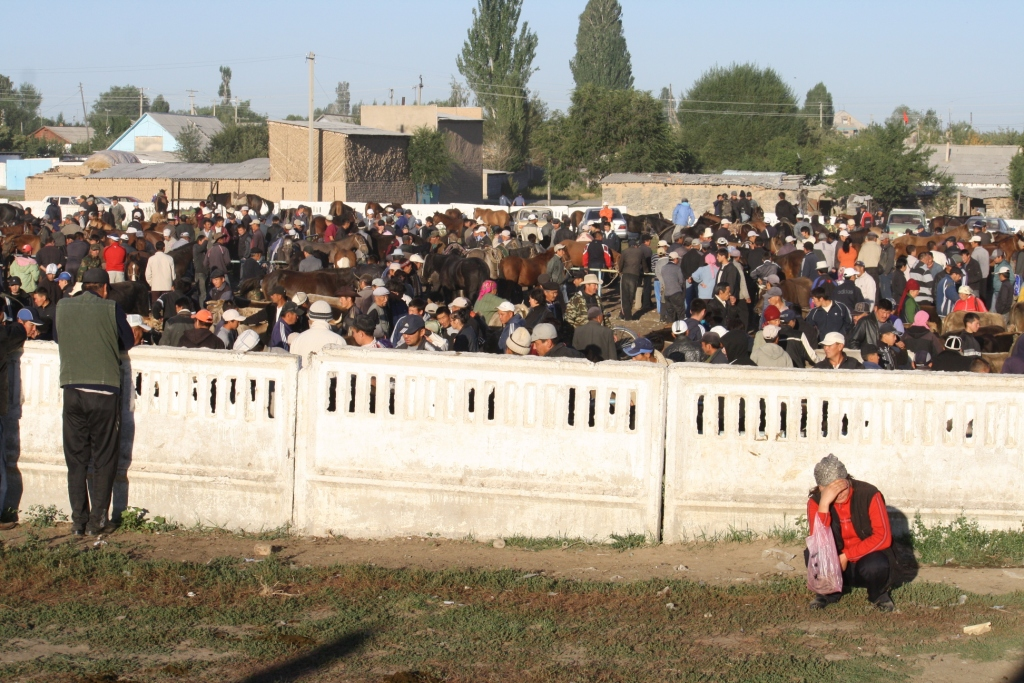
Blick auf das Marktgeschehen

Der Viehmarkt wird stets an Sonntagen abgehalten. Anlässlich des Markts kommen Menschen aus weit entfernten Gebieten Kirgisistans nach Karakol, um hier ihre Waren anzubieten oder als Käufer tätig zu werden. Viele Verkäufer erreichen das Marktgelände bereits am Abend des Samstags vor der Abhaltung des Markts, um sich die besten Plätze auf dem Gelände zu sichern. Zumeist beginnt der Markt mit dem Sonnenaufgang am Sonntag und dauert bis circa 10:00 Uhr an. 

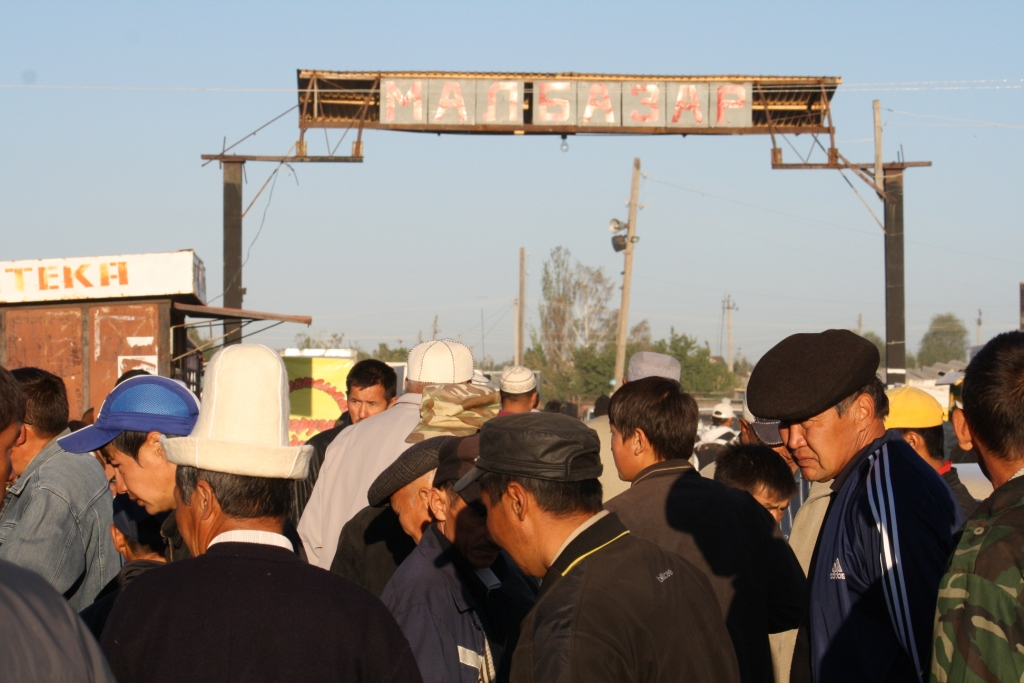
Szene auf dem Viehmarkt von Karakol

Der Markt ist in zwei Teile gegliedert, die den wichtigsten Warengruppen auf dem Viehmarkt zugeordnet sind. Ein Teil des Markts ist den Schafen und Ziegen gewidmet. Der andere Teil ist hauptsächlich für den Handel mit Pferden ausgelegt, in kleineren Mengen wird hier aber auch mit Rindern und Kamelen gehandelt. Zum Geschehen auf dem Markt gehört das Feilschen, die genaue Inspektion der angebotenen Tiere und der Austausch zwischen den angereisten Händlern. Somit steht der Viehmarkt von Karakol in einer jahrhundertealten, kirgisischen Tradition, die als ökonomische Dimension den Handel mit Tieren umfasst, ebenso aber eine soziale und gesellschaftliche Funktion innehat.

## Tourismus
Der Viehmarkt von Karakol als Ort traditioneller kirgisischer Lebensweise ist inzwischen auch von touristischer Relevanz. Für Besucher der Stadt Karakol zählt der Viehmarkt zu den bekanntesten Attraktionen und ist für viele Reisende ein Einblick in die kirgisische Lebensweise.